# White Clay (Nebraska)
White Clay es un lugar designado por el censo ubicado en el condado de Sheridan en el estado estadounidense de Nebraska. En el Censo de 2010 tenía una población de 10 habitantes y una densidad poblacional de 54,38 personas por km².

## Geografía
White Clay se encuentra ubicado en las coordenadas 42°59′49″N 102°33′18″O / 42.99694, -102.55500. Según la Oficina del Censo de los Estados Unidos, White Clay tiene una superficie total de 0.18 km², de la cual 0.18 km² corresponden a tierra firme y (0%) 0 km² es agua.

## Demografía
Según el censo de 2010, había 10 personas residiendo en White Clay. La densidad de población era de 54,38 hab./km². De los 10 habitantes, White Clay estaba compuesto por el 20% blancos, el 0% eran afroamericanos, el 80% eran amerindios, el 0% eran asiáticos, el 0% eran isleños del Pacífico, el 0% eran de otras razas y el 0% pertenecían a dos o más razas. Del total de la población el 0% eran hispanos o latinos de cualquier raza.